# Dolichoplia longula
Dolichoplia longula är en skalbaggsart som beskrevs av Marc Lacroix 1998. Dolichoplia longula ingår i släktet Dolichoplia och familjen Melolonthidae. Inga underarter finns listade i Catalogue of Life.